# Harry y Walter van a Nueva York
Harry y Walter van a Nueva York (en inglés,  Harry and Walter Go to New York) es una película cómica estadounidense de Mark Rydell.

## Argumento
Escrita por tres guionistas diferentes, cuenta la historia de dos estafadores que intentan robar el mayor banco del siglo XIX. Pero su robo no será del todo tranquilo. En su camino tendrán que enfrentarse al ladrón más famoso del mundo y soportar el afecto de una periodista perseverante.

## Reparto
- James Caan: Harry Dighby
- Elliott Gould: Walter Hill
- Michael Caine: Adam Worth
- Diane Keaton: Lissa Chestnut
- Charles Durning: Rufus T. Crisp
- Lesley Ann Warren	: Gloria Fontaine
- Val Avery	: Chatsworth
- Jack Gilford: Mischa
- Dennis Dugan: Lewis
- Carol Kane: Florence
- Kathryn Grody: Barbara
- David Proval: Ben
- Michael Conrad: Billy Gallagher
- Burt Young: Warden Durgom
- Bert Remsen: Guardia O'Meara
- Ted Cassidy: Leary
- Michael Greene: Dan
- James De Closs: Barney
- Nicky Blair: Charley Bullard
- George Greif: el holandés Herman
- John Hackett: Ike Marsh
- Philip Kenneally: Oficial O'Reilly
- Jack Brodsky: Horace Finley
- Karlene Gallegly: Marie
- Colin Hamilton: George

## Producción
El film fue una idea de los productores Don Devlin y Harry Gittes. Pensaron situarla en el Nueva York de 1890. Buscaron en ese periodo y decidieron enfocarlo en las fechorías de dos ladrones. Decidieron convertir a Harry y Walter en dos artistas de vodevil después de ver un especial en televisión sobre Scott Joplin. 
Primeramente, John Byrum fue despedido cuando comenzó a escribir el guion después de haberlo vendido por medio millón de dólares. Originalmente se llamaba Harry and Walter.
David Shire se sumó al proyector para escribir la música y Joe Layton para dirigirlo. Robert Kaufman hizo otro borrador del guion. El film fue vendido a Columbia en junio de 1974.
Mark Rydell firmó para dirigir el film en diciembre de 1974. El presidente de Columbia David Begelman esperaba que la película fuera otra El golpe y quería a Jack Nicholson para liderar el reparto. Michael Caine, Elliott Gould y James Caan firmaron para firmar el reparto. Diane Keaton fue la protagonista femenina. "Cuando se trata de una película de gran presupuesto, dos actores principales son casi un requisito", dijo el productor Devlin.
Caan dijo más tarde que no quería hacer la película ni The Killer Elite, pero las hizo porque le dijeron que "eran comerciales".
El presupuesto del film ascendió a 7 millones de dólares. El rodaje se efectuó en octubre de 1975.

## Recepción
La película recibió críticas mixtas por parte de la crítica, y fue un gran fracaso en taquilla al igual que varias otras "comedias de amigos" ambientadas en el pasado, como Nickelodeon y Lucky Lady.